# メコンデルタ
メコンデルタ（ベトナム語：Đồng bằng sông Cửu Long / 垌平瀧九龍?、 英語: Mekong Delta）は、ベトナムを構成する地方の一つであり、南部に位置している。他にも西南部（せいなんぶ、タイナムボ、ベトナム語：Tây Nam Bộ / 西南部）、特に南部人からは単にミエンタイ（ベトナム語：Miền Tây / 沔西）とも呼ばれる。
また、地理学においては、カンボジア東南部を含めたメコン川下流の三角州を指す。

## 行政区分
メコンデルタには、中央直轄市のカントーと、以下の12の省が属している。
- ロンアン省
- アンザン省
- ドンタップ省
- ティエンザン省

- キエンザン省
- ヴィンロン省
- ベンチェ省
- チャーヴィン省

- ソクチャン省
- ハウザン省
- バクリエウ省
- カマウ省

## 地理
面積はおよそ3万9000平方キロメートル。領域はメコン川とその支流、またそれを結ぶ網の目のような水路を中心として広がっている。19世紀のフランス植民地時代に水田面積が一気に広がり、今日では輸出米のほとんどがこのデルタ地帯で生産される。作付面積の拡大のため、水路の整備や栽培技術の進歩に力が注がれている。
メコンデルタでも、河川が氾濫して土砂を堆積させる自然堤防が、カントーやヴィンロンあたりまでに形成され、よく発達している。堤防上では集約的な農業が営まれている。この自然堤防と山塊に挟まれた地形として、チャウドックやロンスエンの低地が挙げられ、雨季に広い範囲で洪水の被害が起こる。
全般的には水路を中心とした大平野が広がっているが、北部にはサム山やバイヌイ（7つの山）に見られるような100-300 m級の山がいくつか存在する。
メコンデルタ南部はカマウ半島が占めており、陸地ではヴェトナム最南端であるカマウ岬がある。

### メコン川
ラオス、カンボジアを流れてきたメコン川は、プノンペンの南で支流のバサック川が分岐する。ベトナムには、メコン本流がアンザン省のタンチャウ市社とドンタップ省ホングー市の境に、バサック川がアンザン省のアンフー県に流入する。ふたつの流れは50 kmほど先で合流するが、さらに分岐して広大なデルタを形成する。ベトナム語では大きく分けて、バサック川に由来する西側の流れをハウザン（ベトナム語：Hậu Giang / 後江）またはソンハウ（ベトナム語：Sông Hậu / 瀧後）と呼び、メコン本流に由来する東側の流れをティエンザン（ベトナム語：Tiền Giang / 前江）またはソンティエン（ベトナム語：Sông Tiền / 瀧前）と呼び分ける。

## 歴史
18世紀頃まではクメール人の土地であった。明の崩壊により亡命してきた楊彦迪（ズオン・ガン・ディック）、陳上川（チャン・トゥオン・スィエン）らの華人と、それを利用したベトナムの主要民族であるキン人の南進により、1700年ごろまでにザーディン（現在のホーチミン市）、ミトー、ビエンホアなどの都市部が広南国の領域に加わった。また、キエンザン省およびカマウ省周辺には、鄚玖（マク・クゥ）とその後継者の鄚天賜（マク・ティエン・トゥー）による華人の半独立国なども興った。このため、今日でもクメール人やホア族の人口が多い。
その後カンボジアをめぐるシャムとの戦争や、西山朝と広南阮氏復興勢力との戦いなどを経て、次第に全域がキン人の支配する領域となっていった。19世紀初頭には阮朝がほぼ現在の国境線に近い領域を版図とした。
19世紀中頃にはフランスによる植民地化が進み、1862年のサイゴン条約で東部が、1867年6月には西部もフランス領となり、フランス領インドシナのコーチシナ植民地となった。
ベトナム戦争においては、メコン川の細かな支流に広がるジャングルや、カンボジア国境に多い小高い山に拠点を置いた南ベトナム解放民族戦線（NLF）とアメリカ軍との戦闘が繰り広げられた。アンザン省のトゥクズプや、ドンタップ省のセオクイットなどに戦争遺跡が残っている。

## 経済・産業
この地域は肥沃な農地と水利に恵まれており、農業が主要産業である。稲作と、それに伴うライスペーパーや米粉麺などの米製品の生産、田と用水路の間の土地などを利用した果物やハスなどの栽培、ホテイアオイなどの水草を餌として利用する豚の飼育、水路を利用したアヒルや川魚の養殖も行われる。
電力が慢性的に不足しており、都市部でも停電がしばしば起こるために工業はあまり盛んではない。

## 交通・運輸
鉄道は敷設されておらず、移動の中心はバスである。かつては大量輸送に耐える橋はなく、バスやトラックであっても大型の渡船に乗って渡河していたが、21世紀に入りカントー橋、ラックミエウ橋、ミートゥアン橋、コーチェン橋などが整備されて夜間の交通が安全に行われるようになった。
しかし今日においても、道路の不整備、コストの優越性などから船舶を使用した河川運輸や渡船の営業が広く行われており、砂利などの資材や、米などの農産物の大規模輸送のほか、生活必需品や生鮮食品を乗せた船による水上市場が残る地域も多く、地元民の生活だけでなく観光客の目も潤わせている。

## 観光
豊かな自然、果樹園、水上市場、メコン川のクルーズなどが人気であり、ホーチミン市などから、ティエンザンであれば日帰り、ハウザンであれば1泊以上のツアーが多く組まれている。